# 高木晃次
高木 晃次（たかぎ こうじ、1968年5月10日 - ）は、千葉県旭市出身の元プロ野球選手（投手）。

## 来歴・人物

### 阪急・オリックス時代
1987年、横芝敬愛高校では2年生の時に夏の千葉県大会5回戦まで進出。公式戦通算193イニングを投げ、176奪三振を記録した。
同年のドラフト会議で阪急ブレーブスに1位指名され入団。同期に最後の阪急所属選手・中嶋聡がいた。
1990年に速球を武器に一軍に定着し、主に中継ぎとして活躍。しかし、以降は制球に苦しみ、低迷が続いた。
1993年オフに馬場敏史とのトレードで福岡ダイエーホークスに移籍。

### ダイエー時代
3年間で一軍登板5試合に終わり、1997年オフに戦力外通告を受ける。

### ヤクルト時代
ヤクルトスワローズにテスト入団。渡辺久信、白井康勝とともに「野村再生工場」の最後の門下生としての入団だった。テスト入団当時はオーバースローだったが、制球力の低さから監督の野村克也からサイドスロー転向を命じられ、また新球種としてシュートを覚える。
1998年はワンポイントリリーフを中心に24試合に登板。一軍では0勝3敗0セーブと今ひとつの成績だったが、復調の手応えを掴む。一方でサイドスローでは力強い球が投げられないと感じたことから、新監督として若松勉が就任した同年秋のキャンプからは投手コーチの小谷正勝と話し合い、オーバースローでの投球練習を再開しており、球種やカウントといった状況に応じてオーバースローとサイドスローを使い分けることを目標としていた。
1999年には開幕直後は二軍スタートだったものの、4月21日に一軍登録されると、その日の中日戦に登板して自身8年ぶり、そしてセ・リーグ初の勝利を記録した。4月末から先発ローテーションに入り5月3日の対広島戦3回戦では、1991年9月7日対ダイエー20回戦以来8年ぶりの先発勝利を記録。5月12日の阪神タイガース戦では13年目にしてプロ初完封勝利を記録した。この年はエース格の石井一久・伊藤智仁・川崎憲次郎らの不調もありそこから一気に先発ローテ入りして大車輪の活躍を続け、結果的にジェイソン・ハッカミーに続き3完封を含め9勝(8敗)のチームの日本人投手最高の成績を残してセ・リーグ投手防御率ベスト10の8傑に入り、規定投球回数にも初めて到達する充実の一年を過ごした。
2000年から再び低迷。
2001年に2度目の戦力外通告を受ける。

### ロッテ時代
千葉ロッテマリーンズにテスト入団。
2002年10月8日の対大阪近鉄バファローズ戦では3年ぶりの完封勝利を無四死球で飾る。
2003年4月22日の対大阪近鉄バファローズ戦でも完封勝利を挙げるなど、移籍して数年間は時折先発もした。
2005年からはビハインドでのロングリリーフや早い回での1イニング登板、左のワンポイントなど中継ぎとして活躍した。
2007年はプロ入り21年目で初めてFA権を取得したことが話題となった。同年は藤田宗一の故障もあり、自己最多を1試合更新する43試合に登板した。同年のパ・リーグクライマックスシリーズ第2ステージ第2戦では、ふくらはぎの痙攣で降板した小林宏之をリリーフし、勝利投手となった。
2008年3月23日の対日本ハム戦では、1990年7月11日の福岡ダイエーホークス戦以来、18年ぶりにセーブを記録。翌24日の対福岡ソフトバンクホークス戦では通算300試合登板を達成した。同年もワンポイントリリーフなどに重用され、前年の自己最多に並ぶ43試合に登板。藤田宗一や薮田安彦らの移籍で手薄になった中継ぎ陣を支えた。
2009年は不振で16試合の登板に終わる。10月1日に41歳で3度目の戦力外通告を受ける。12球団合同トライアウトに参加したが、獲得球団はなく、12月4日に現役を引退した。

### 現役引退後
2010年からはロッテのスコアラーとして活動する。
2018年ごろまでは新聞などでコメントを出していたが、2022年時点ではロッテを退団しているようであり、同年3月16日に研修を経て学生野球資格を回復している。

## 選手としての特徴
晩年の投球スタイルは、サイド気味の左腕から140km/h中盤の直球を主体にスライダー・フォーク・シュートを織り交ぜるもの。直球は140km/h後半に達することもあるなど威力があり、投球の生命線となっていた。横手投げや上手投げも交え、投げる角度を変えて相手を幻惑するというベテランらしい投球術も見せた。

## 詳細情報

### 年度別投手成績
| 年 度      | 球 団           | 登 板 | 先 発 | 完 投 | 完 封 | 無 四 球 | 勝 利 | 敗 戦 | セ 丨 ブ | ホ 丨 ル ド | 勝 率 | 打 者 | 投 球 回 | 被 安 打 | 被 本 塁 打 | 与 四 球 | 敬 遠 | 与 死 球 | 奪 三 振 | 暴 投 | ボ 丨 ク | 失 点 | 自 責 点 | 防 御 率 | W H I P |
| ---------- | --------------- | ----- | ----- | ----- | ----- | -------- | ----- | ----- | -------- | ----------- | ----- | ----- | -------- | -------- | ----------- | -------- | ----- | -------- | -------- | ----- | -------- | ----- | -------- | -------- | ------- |
| 1987       | 阪急 オリックス | 1     | 1     | 0     | 0     | 0        | 0     | 0     | 0        | --          | ----  | 19    | 4.2      | 4        | 1           | 2        | 0     | 0        | 1        | 1     | 0        | 1     | 1        | 1.93     | 1.38    |
| 1989       | 阪急 オリックス | 6     | 0     | 0     | 0     | 0        | 0     | 0     | 0        | --          | ----  | 50    | 9.1      | 15       | 5           | 8        | 1     | 0        | 4        | 2     | 0        | 13    | 13       | 12.54    | 2.46    |
| 1990       | 阪急 オリックス | 42    | 1     | 0     | 0     | 0        | 6     | 2     | 2        | --          | .750  | 273   | 64.0     | 54       | 5           | 31       | 0     | 2        | 52       | 4     | 0        | 25    | 21       | 2.95     | 1.33    |
| 1991       | 阪急 オリックス | 18    | 5     | 0     | 0     | 0        | 2     | 1     | 0        | --          | .667  | 255   | 56.0     | 60       | 8           | 36       | 0     | 3        | 29       | 2     | 0        | 36    | 32       | 5.14     | 1.71    |
| 1994       | ダイエー        | 1     | 0     | 0     | 0     | 0        | 0     | 0     | 0        | --          | ----  | 5     | 1.0      | 0        | 0           | 2        | 0     | 0        | 1        | 0     | 0        | 0     | 0        | 0.00     | 2.00    |
| 1995       | ダイエー        | 1     | 0     | 0     | 0     | 0        | 0     | 0     | 0        | --          | ----  | 7     | 1.0      | 5        | 0           | 0        | 0     | 0        | 0        | 1     | 0        | 3     | 3        | 27.00    | 5.00    |
| 1996       | ダイエー        | 3     | 0     | 0     | 0     | 0        | 0     | 0     | 0        | --          | ----  | 3     | 0.1      | 1        | 0           | 1        | 0     | 0        | 0        | 0     | 0        | 1     | 1        | 27.00    | 6.00    |
| 1998       | ヤクルト        | 24    | 2     | 0     | 0     | 0        | 0     | 3     | 0        | --          | .000  | 103   | 21.2     | 21       | 1           | 15       | 2     | 4        | 15       | 1     | 0        | 23    | 20       | 8.31     | 1.66    |
| 1999       | ヤクルト        | 27    | 21    | 4     | 3     | 1        | 9     | 8     | 0        | --          | .529  | 609   | 145      | 157      | 12          | 39       | 3     | 5        | 73       | 2     | 0        | 64    | 61       | 3.79     | 1.35    |
| 2000       | ヤクルト        | 23    | 15    | 0     | 0     | 0        | 2     | 8     | 0        | --          | .200  | 358   | 77.1     | 104      | 12          | 29       | 1     | 5        | 48       | 2     | 0        | 49    | 49       | 5.70     | 1.72    |
| 2001       | ヤクルト        | 2     | 2     | 0     | 0     | 0        | 0     | 2     | 0        | --          | .000  | 32    | 7.0      | 7        | 3           | 3        | 0     | 1        | 3        | 0     | 0        | 9     | 7        | 9.00     | 1.43    |
| 2002       | ロッテ          | 17    | 6     | 1     | 1     | 1        | 3     | 3     | 0        | --          | .500  | 183   | 43.0     | 48       | 6           | 11       | 0     | 1        | 21       | 0     | 1        | 19    | 17       | 3.56     | 1.37    |
| 2003       | ロッテ          | 10    | 8     | 1     | 1     | 0        | 1     | 6     | 0        | --          | .143  | 184   | 41.1     | 50       | 2           | 14       | 0     | 2        | 15       | 0     | 0        | 26    | 26       | 5.66     | 1.55    |
| 2004       | ロッテ          | 27    | 7     | 0     | 0     | 0        | 2     | 3     | 0        | --          | .400  | 259   | 58.2     | 74       | 6           | 24       | 4     | 0        | 29       | 1     | 0        | 38    | 38       | 5.83     | 1.67    |
| 2005       | ロッテ          | 20    | 0     | 0     | 0     | 0        | 1     | 0     | 0        | 1           | 1.000 | 99    | 25.1     | 21       | 1           | 6        | 1     | 1        | 14       | 0     | 0        | 9     | 9        | 3.20     | 1.07    |
| 2006       | ロッテ          | 33    | 0     | 0     | 0     | 0        | 2     | 0     | 0        | 3           | 1.000 | 154   | 33.2     | 39       | 2           | 15       | 4     | 0        | 25       | 0     | 0        | 25    | 21       | 5.61     | 1.60    |
| 2007       | ロッテ          | 43    | 0     | 0     | 0     | 0        | 1     | 0     | 0        | 7           | 1.000 | 157   | 35.2     | 40       | 4           | 12       | 0     | 4        | 20       | 0     | 0        | 15    | 15       | 3.79     | 1.46    |
| 2008       | ロッテ          | 43    | 0     | 0     | 0     | 0        | 0     | 0     | 1        | 7           | ----  | 127   | 28.0     | 28       | 1           | 16       | 0     | 2        | 23       | 0     | 0        | 11    | 11       | 3.54     | 1.57    |
| 2009       | ロッテ          | 16    | 0     | 0     | 0     | 0        | 0     | 0     | 0        | 1           | ----  | 53    | 11.0     | 15       | 1           | 5        | 0     | 2        | 5        | 0     | 0        | 7     | 7        | 5.73     | 1.82    |
| 通算：19年 | 通算：19年      | 357   | 68    | 6     | 5     | 2        | 29    | 36    | 3        | 19          | .446  | 2930  | 664.0    | 743      | 70          | 269      | 16    | 32       | 378      | 16    | 1        | 374   | 352      | 4.77     | 1.52    |

- 阪急（阪急ブレーブス）は、1989年にオリックス（オリックス・ブレーブス）に球団名を変更

### 記録
- 初登板・初先発：1987年10月18日、対南海ホークス26回戦（阪急西宮球場）、4回2/3を1失点
- 初奪三振：同上、1回表に加藤英司から
- 初勝利：1990年6月5日、対福岡ダイエーホークス8回戦（平和台球場）、4回裏2死に3番手で救援登板・完了、5回1/3を無失点
- 初セーブ：1990年6月12日、対ロッテオリオンズ8回戦（山形県野球場）、6回裏2死に2番手で救援登板・完了、3回1/3を無失点
- 初先発勝利：1991年9月7日、対福岡ダイエーホークス20回戦（グリーンスタジアム神戸）、8回1/3を5失点
- 初完投勝利・初完封勝利：1999年5月12日、対阪神タイガース8回戦（阪神甲子園球場）
- 初ホールド：2005年5月4日、対東北楽天ゴールデンイーグルス7回戦（千葉マリンスタジアム）、6回表に2番手で救援登板、2/3回を無失点

### 背番号
- 19（1987年 - 1993年）
- 44（1994年 - 1997年）
- 64（1998年 - 1999年）
- 14（2000年 - 2001年）
- 48（2002年 - 2009年）